# Aube (Orne)
Pour les articles homonymes, voir aube.
Aube est une commune française traversée par la Risle, située dans le département de l'Orne en région Normandie, peuplée de 1 249 habitants.

## Géographie
La commune est aux confins du pays d'Ouche et du Perche. Son bourg est à 7,5 km au sud-ouest de L'Aigle, à 13 km au nord de Moulins-la-Marche et à 24 km à l'est de Gacé. Couvrant 574 hectares, son territoire est le moins étendu du canton de L'Aigle-Ouest.
| Beaufai                                  | Rai     | Rai          |
| Saint-Hilaire-sur-Risle                  | Aube    | Rai, Écorcei |
| Saint-Hilaire-sur-Risle, Le Ménil-Bérard | Brethel | Écorcei      |

### Hydrographie
La commune est située dans le bassin Seine-Normandie. Elle est drainée par la Risle, l'Aubette, le fossé 01 de la commune de Brethel, le ruisseau des Vallées et un autre petit cours d'eau,.
La Risle, d'une longueur de 145 km, prend sa source dans la commune de Planches et se jette  dans la Seine à Berville-sur-Mer, après avoir traversé 52 communes. Les caractéristiques hydrologiques de la Risle sont données par la station hydrologique située sur la commune de Rai. Le débit moyen mensuel est de 1,41 m3/s. Le débit moyen journalier maximum est de 29,7 m3/s, atteint lors de la crue du 14 février 1990. Le débit instantané maximal est quant à lui de 44,9 m3/s, atteint le 5 janvier 2001.

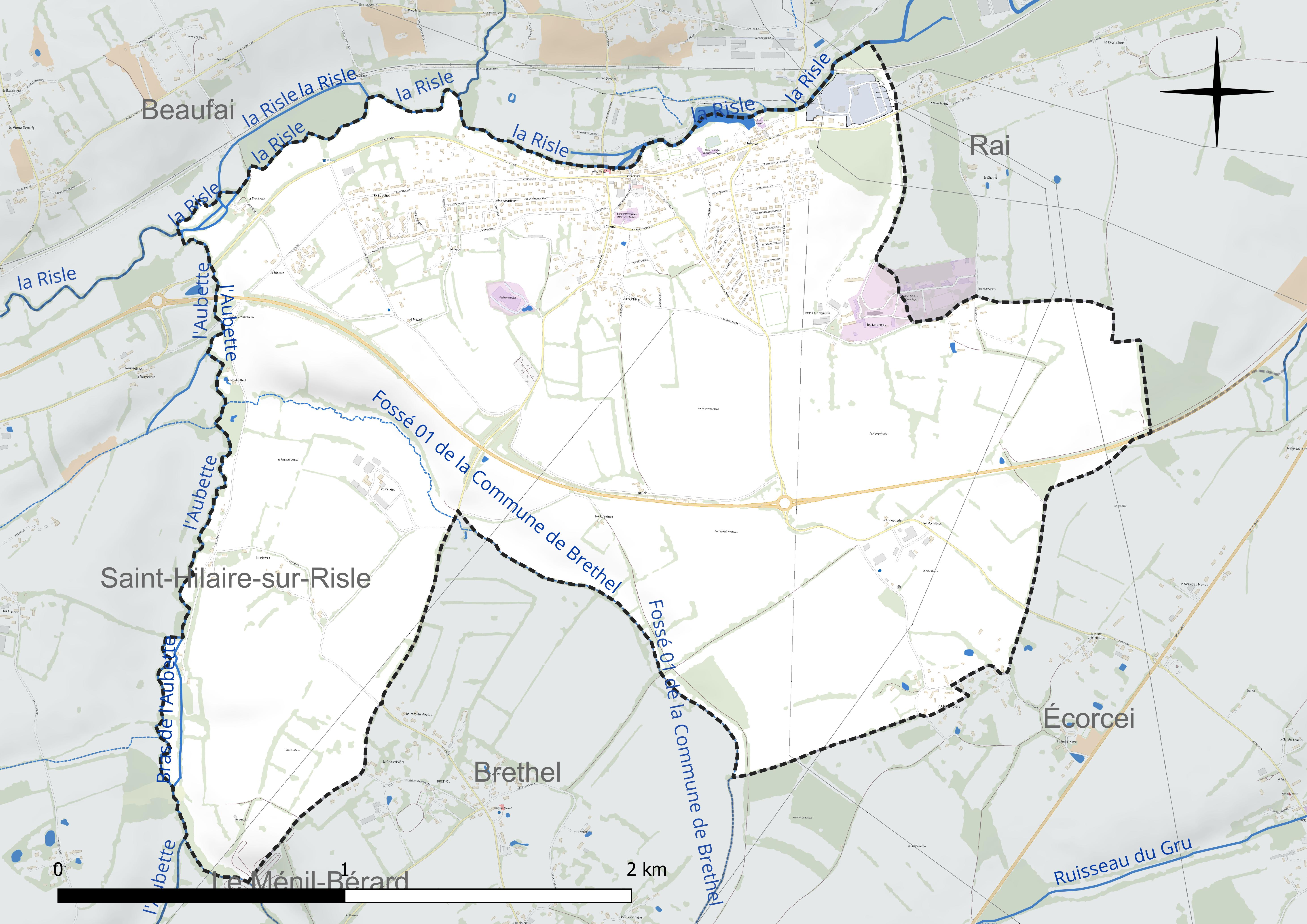
Réseau hydrographique d'Aube.

### Climat
Pour des articles plus généraux, voir Climat de la Normandie et Climat de l'Orne.
En 2010, le climat de la commune est de type climat océanique dégradé des plaines du Centre et du Nord, selon une étude du CNRS s'appuyant sur une série de données couvrant la période 1971-2000. En 2020, Météo-France publie une typologie des climats de la France métropolitaine dans laquelle la commune est dans une zone de transition entre le climat océanique et le climat océanique altéré et est dans la région climatique Normandie (Cotentin, Orne), caractérisée par une pluviométrie relativement élevée (850 mm/a) et un été frais (15,5 °C) et venté. Parallèlement le GIEC normand, un groupe régional d’experts sur le climat, différencie quant à lui, dans une étude de 2020, trois grands types de climats pour la région Normandie, nuancés à une échelle plus fine par les facteurs géographiques locaux. La commune est, selon ce zonage, exposée à un « climat contrasté des collines », correspondant au Pays d'Ouche et au Perche et bénéficiant d’un caractère continental affirmé avec des précipitations atténuées et des amplitudes thermiques fortes.
Pour la période 1971-2000, la température annuelle moyenne est de 9,7 °C, avec une amplitude thermique annuelle de 14,2 °C. Le cumul annuel moyen de précipitations est de 814 mm, avec 13,1 jours de précipitations en janvier et 8,3 jours en juillet. Pour la période 1991-2020, la température moyenne annuelle observée sur la station météorologique la plus proche, située sur la commune de L'Aigle à 7 km à vol d'oiseau, est de 10,6 °C et le cumul annuel moyen de précipitations est de 729,7 mm,. Pour l'avenir, les paramètres climatiques de la commune estimés pour 2050 selon différents scénarios d’émission de gaz à effet de serre sont consultables sur un site dédié publié par Météo-France en novembre 2022.

## Urbanisme

### Typologie
Au 1er janvier 2024, Aube est catégorisée bourg rural, selon la nouvelle grille communale de densité à sept niveaux définie par l'Insee en 2022.
Elle est située hors unité urbaine. Par ailleurs la commune fait partie de l'aire d'attraction de L'Aigle, dont elle est une commune de la couronne,. Cette aire, qui regroupe 32 communes, est catégorisée dans les aires de moins de 50 000 habitants,.

### Occupation des sols
L'occupation des sols de la commune, telle qu'elle ressort de la base de données européenne d’occupation biophysique des sols Corine Land Cover (CLC), est marquée par l'importance des territoires agricoles (82,2 % en 2018), en diminution par rapport à 1990 (83,2 %). La répartition détaillée en 2018 est la suivante : 
terres arables (45,9 %), prairies (36,3 %), zones urbanisées (15,7 %), forêts (2,2 %). L'évolution de l’occupation des sols de la commune et de ses infrastructures peut être observée sur les différentes représentations cartographiques du territoire : la carte de Cassini (XVIIIe siècle), la carte d'état-major (1820-1866) et les cartes ou photos aériennes de l'IGN pour la période actuelle (1950 à aujourd'hui).

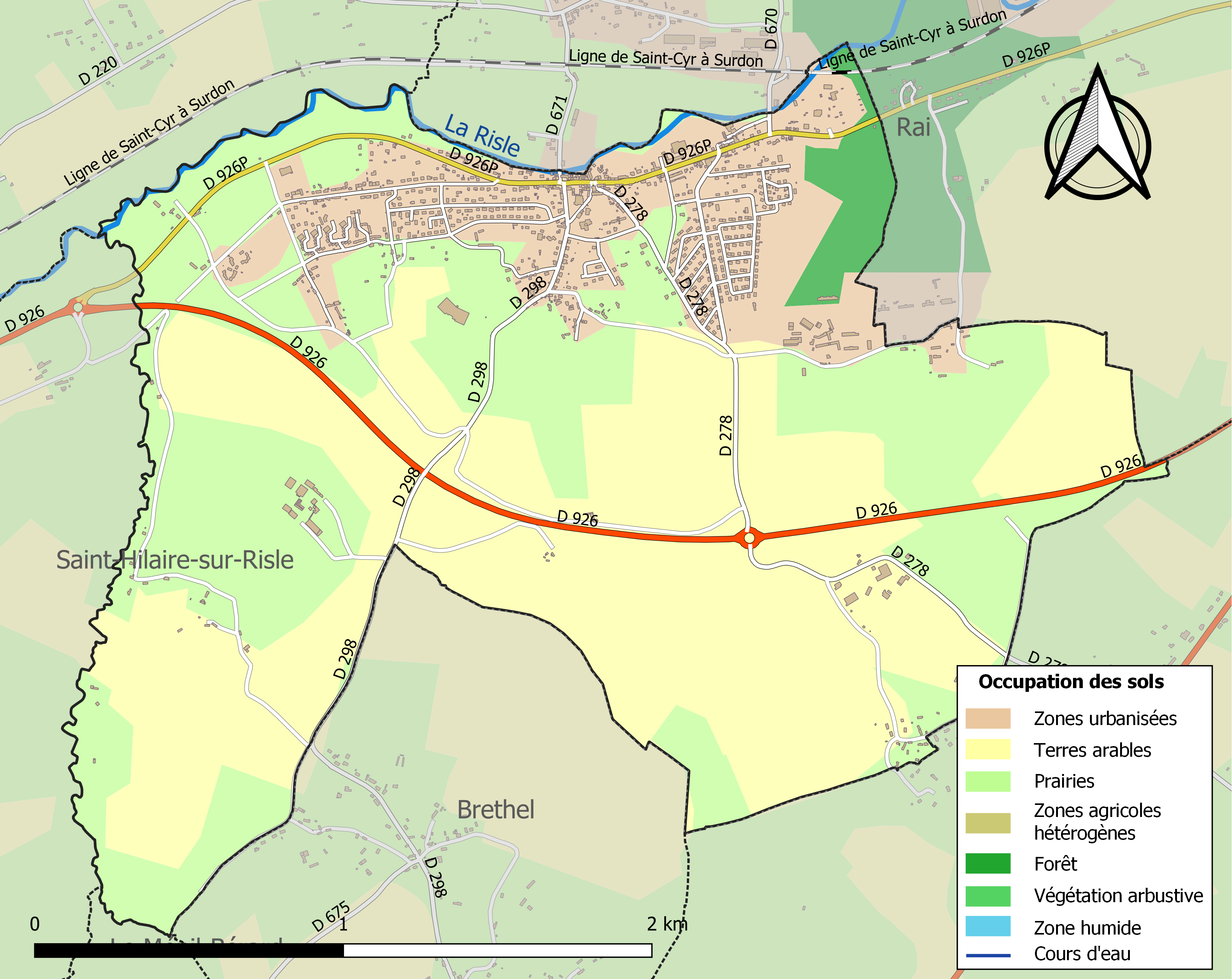
Carte des infrastructures et de l'occupation des sols de la commune en 2018 (CLC).

## Toponymie
Le nom de la localité est attesté sous la forme Alba en 1099.
Le toponyme semble issu du latin albus, « blanc », qualifiant soit un domaine rural, soit la terre locale,,. Albert Dauzat émet également l'hypothèse d'Albus en tant qu'anthroponyme ou, plus probablement, de la racine germanique alb-, « cours d'eau, lit de rivière ».
Le gentilé est Albins.

## Politique et administration

### Liste des maires
| Période                                  | Période     | Identité                    | Étiquette           | Qualité                                                               |
| ---------------------------------------- | ----------- | --------------------------- | ------------------- | --------------------------------------------------------------------- |
| XIXe                                     |             | Comte Eugène de Ségur       |                     | Pair de France, président de la Compagnie des chemins de fer de l'Est |
| 1865                                     | 1872        | Marquis Anatole de Ségur    |                     | Conseiller d'État                                                     |
| 1903                                     | 1910        | Charles de Frévile de Lorme |                     | Conseiller réferendaire à la cour des comptes                         |
| années 1960                              | années 1970 | - Labonne                   |                     |                                                                       |
|                                          |             |                             |                     |                                                                       |
| juin 1995                                | mars 2001   | Marcel Hue                  |                     |                                                                       |
| mars 2001                                | En cours    | Jean-Marie Vercruysse       | UDF puis MoDem-LREM | Exploitant agricole                                                   |
| Les données manquantes sont à compléter. |             |                             |                     |                                                                       |

### Administration municipale
Le conseil municipal est composé de quinze membres dont le maire et trois adjoints.

### Jumelages
- Strinz-Margarethä (de) (Allemagne) depuis 1974.

## Population et société

### Démographie
L'évolution du nombre d'habitants est connue à travers les recensements de la population effectués dans la commune depuis 1793. Pour les communes de moins de 10 000 habitants, une enquête de recensement portant sur toute la population est réalisée tous les cinq ans, les populations de référence des années intermédiaires étant quant à elles estimées par interpolation ou extrapolation. Pour la commune, le premier recensement exhaustif entrant dans le cadre du nouveau dispositif a été réalisé en 2008.
En 2022, la commune comptait 1 249 habitants, en évolution de −5,09 % par rapport à 2016 (Orne : −3,21 %, France hors Mayotte : +2,11 %).
Aube a compté jusqu'à 1 757 habitants en 1982.
| 1793 | 1800 | 1806 | 1821 | 1836 | 1841 | 1846 | 1851 | 1856 |
| ---- | ---- | ---- | ---- | ---- | ---- | ---- | ---- | ---- |
| 477  | 376  | 461  | 417  | 430  | 423  | 424  | 400  | 411  |

| 1861 | 1866 | 1872 | 1876 | 1881 | 1886 | 1891 | 1896 | 1901 |
| ---- | ---- | ---- | ---- | ---- | ---- | ---- | ---- | ---- |
| 405  | 432  | 443  | 442  | 413  | 415  | 416  | 438  | 539  |

| 1906 | 1911 | 1921 | 1926 | 1931 | 1936 | 1946 | 1954  | 1962 |
| ---- | ---- | ---- | ---- | ---- | ---- | ---- | ----- | ---- |
| 539  | 575  | 652  | 667  | 765  | 760  | 957  | 1 026 | 969  |

| 1968  | 1975  | 1982  | 1990  | 1999  | 2006  | 2008  | 2013  | 2018  |
| ----- | ----- | ----- | ----- | ----- | ----- | ----- | ----- | ----- |
| 1 296 | 1 503 | 1 757 | 1 681 | 1 540 | 1 460 | 1 428 | 1 337 | 1 279 |

| 2022  | - | - | - | - | - | - | - | - |
| ----- | - | - | - | - | - | - | - | - |
| 1 249 | - | - | - | - | - | - | - | - |

### Manifestations culturelles et festivités
La fête du village est le 1er-Mai, jour de la fête du Travail.

## Culture locale et patrimoine

### Lieux et monuments
- La Grosse Forge, du XVIIIe siècle, classée au titre des Monuments historiques depuis le 21 septembre 1982[31].
- Église Notre-Dame, du XVIe. Elle abrite trois statues classées à titre d'objets aux Monuments historiques (Vierge à l'Enfant, saint Benoît et saint Denis)[32].
- Château des Nouettes, où a vécu la comtesse de Ségur de 1821 à 1872.
- Musée de la Comtesse de Ségur, fondé par Arlette de Pitray[33].
- La gare de Rai - Aube.

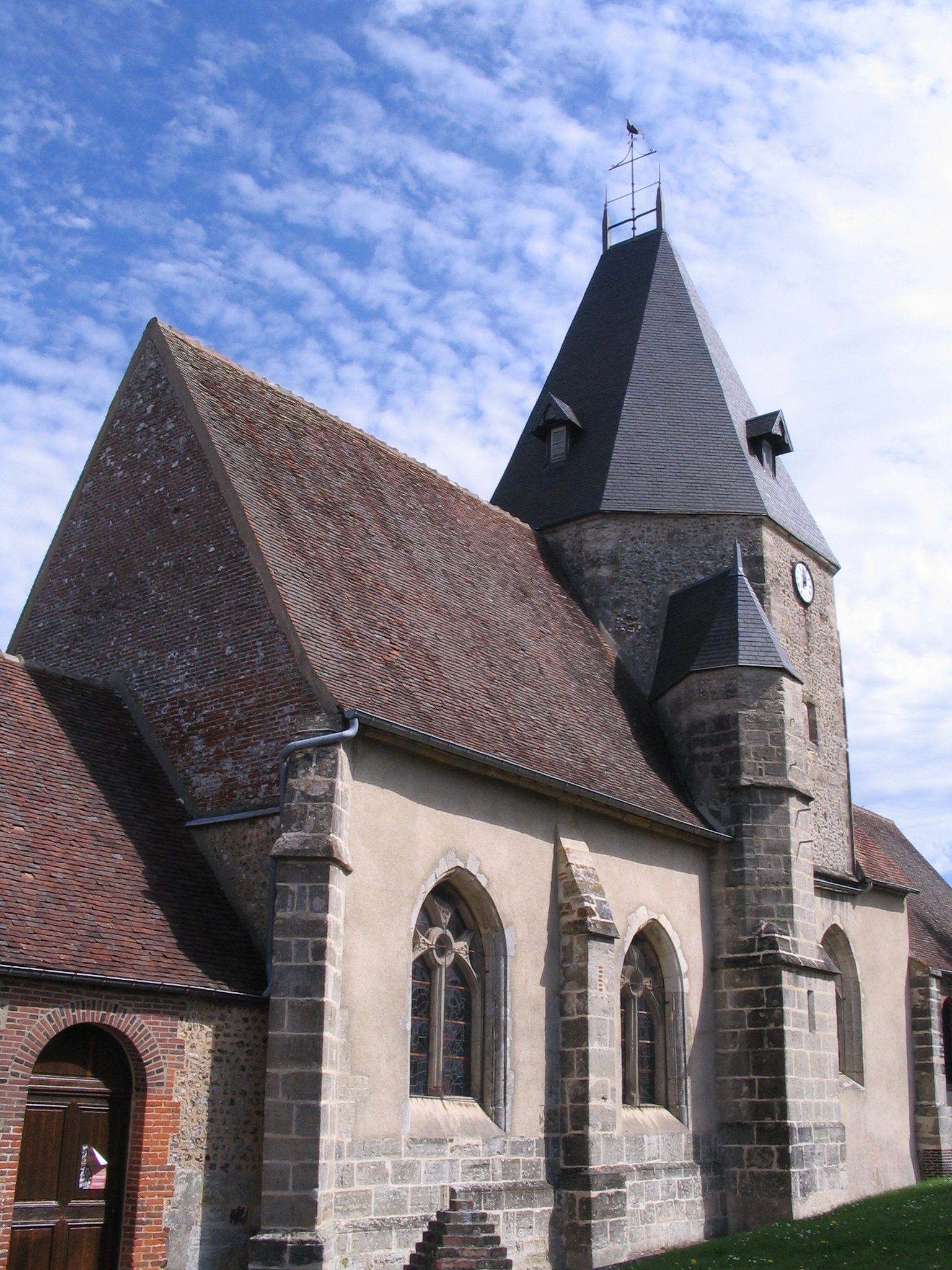
L'église d'Aube.
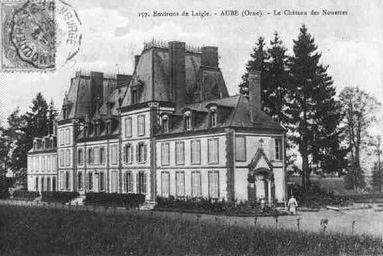
Le château des Nouettes vers 1900.
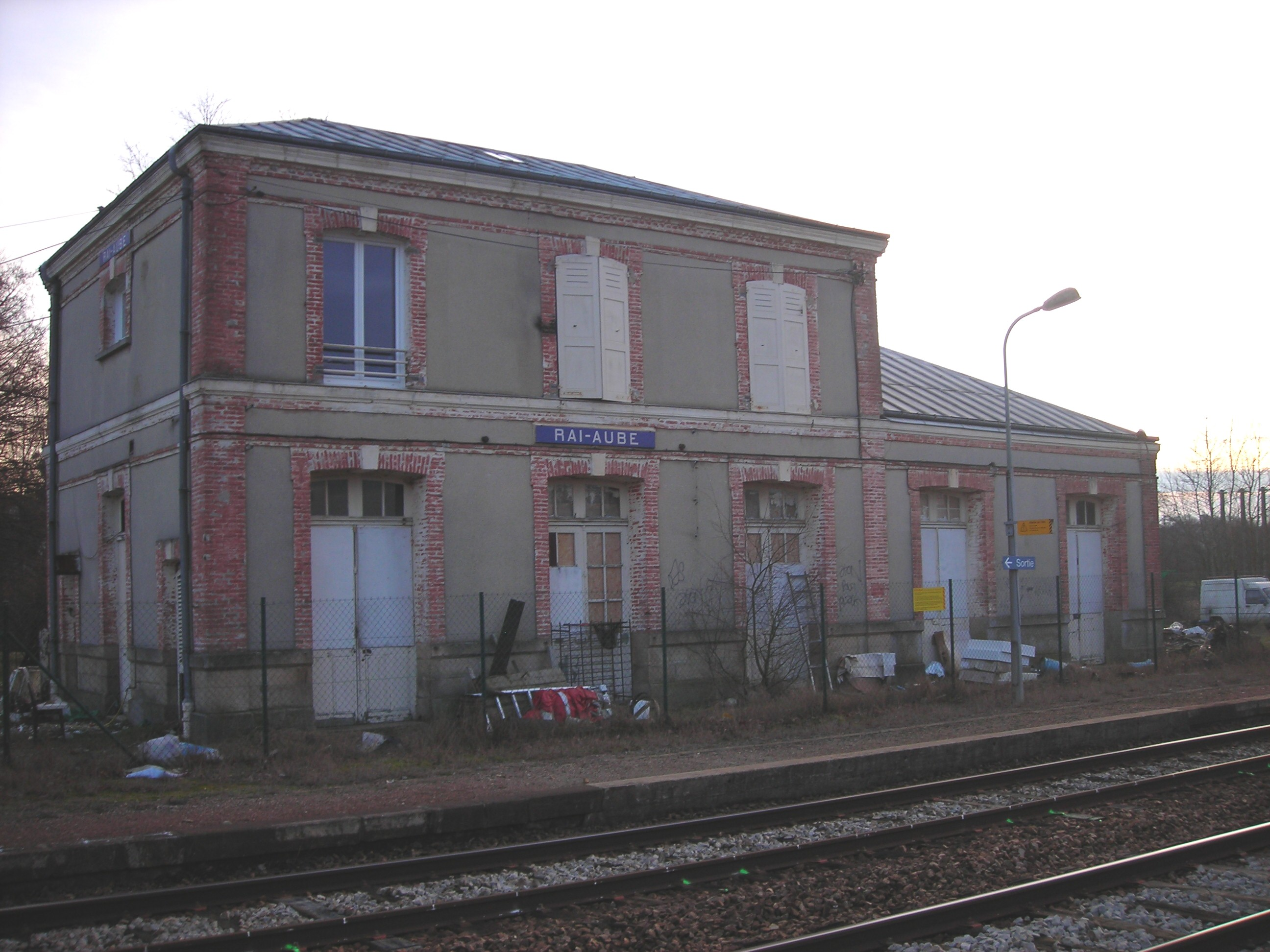
La gare de Rai - Aube.

### Personnalités liées à la commune
- Pierre-Louis Le Carpentier de Chailloué (1736-1823), homme politique né à Aube, député de la noblesse aux états généraux de 1789.
- Charles Lefebvre-Desnouettes (1773-1822), général de division, il vendit le château des Nouettes au comte Fédor Rostoptchine pour sa fille, la comtesse de Ségur.
- Marcel Mule (1901 à Aube-2001), saxophoniste.
- Serge Rousseau (1930 à Aube-2007), acteur et agent d'artistes.
- La comtesse de Ségur (1799-1874), femme de lettres, a vécu à Aube.
- Edgar de Ségur-Lamoignon (1825 à Aube-1900), diplomate, homme de lettres et homme politique.

### Héraldique
| Blason de Aube | Blason  | Coupé d'un parti de sable à une roue à aubes d'or, et di premier au manoir du lieu du second, couvert de gueules, à la vergette d'or brochant sur la partition ; et du premier à l'âne arrêté du second, à la jumelle ondée du même brochant sur le coupé ; le tout enfermé dans une filière du même. DeviseAlba solifera |
| Blason de Aube | Détails | Le statut officiel du blason reste à déterminer. |